# Еліза Куп
Елі́за Кейт Куп (англ. Eliza Kate Coupe; нар. 6 квітня 1981) — американська акторка і комедіантка, відома своїми ролями Джейн Керкович-Вільямс у комедійному телесеріалі «Щасливий кінець», інтерна Джо (Деніз) Махоні — в серіалі «Клініка» та Ханни Вайленд — у «Квантико». З 2017—2020 роках виконує головну роль Тигри у комедійному фантастичному серіалі «Людина майбутнього».

## Фільмографія
| Рік       |    | Українська назва                       | Оригінальна назва                              | Роль                                                                |
| --------- | -- | -------------------------------------- | ---------------------------------------------- | ------------------------------------------------------------------- |
| 2020—2023 | с  | Американський тато!                    | American Dad!                                  | Слідча з питань іміграційного шлюбу / агент Кара (голос, 2 епізоди) |
| 2023      | ф  |                                        | No Right Way                                   | Тіффані                                                             |
| 2023      | с  | Так допоможи мені, Тодде               | So Help Me Todd                                | Вероніка Карон (2 епізоди)                                          |
| 2019—2022 | с  | Вітрина Шермана                        | Sherman's Showcase                             | Софія Сальваторе / Ширле Анже (2 епізоди)                           |
| 2022      | тф | Хто вбив Санту? Місто вбивств          | Who Killed Santa? A Murderville Murder Mystery | Донна Фоккача                                                       |
| 2022      | с  |                                        | Reboot                                         | Нора (3 епізоди)                                                    |
| 2022      | с  | Цей телепень                           | This Fool                                      | Ронда Ровелл (1 епізод)                                             |
| 2022      | с  |                                        | Pivoting                                       | Емі (10 епізодів)                                                   |
| 2021      | мс | Качині історії                         |                                                | Моллі Каннінгем (голос, 1 епізод)                                   |
| 2020      | ф  | Садиба                                 | The Estate                                     | Люкс                                                                |
| 2011—2020 | с  | Щасливий кінець                        | Happy Endings                                  | Джейн Керкович-Вільямс (58 епізодів)                                |
| 2017—2020 | с  | Людина майбутнього                     | Future Man                                     | Тигриця / Тай-Енн (34 епізоди)                                      |
| 2019      | с  | Стамптаун                              | Stumptown                                      | Ванесса (1 епізод)                                                  |
| 2019      | с  | Вероніка Марс                          | Veronica Mars                                  | Карсин (1 епізод)                                                   |
| 2018      | с  | Енджі Трайбека                         | Angie Tribeca                                  | Д-р Отем Португел (1 епізод)                                        |
| 2018      | с  | Академія гірських лижників Роба Ріггла | Rob Riggle's Ski Master Academy                | Преггерс (8 епізодів)                                               |
| 2018      | ф  |                                        | Making Babies                                  | Кеті Келлі                                                          |
| 2017      | с  | мінісеріал                             | Breaking Boundaries with Eliza Coupe           | Еліза                                                               |
| 2017      | ф  |                                        | Naked                                          | Вікі                                                                |
| 2015—2017 | с  |                                        | Casual                                         | Еммі (6 епізодів)                                                   |
| 2015—2017 | с  | Квантико                               | Quantico                                       | Ханна Віланд (5 епізодів)                                           |
| 2016      | тф |                                        | Civil                                          | Келлі Брукмайр                                                      |
| 2016      | с  |                                        | Wrecked                                        | Роуз (2 епізоди)                                                    |
| 2015—2016 | с  | Проєкт «Мінді»                         | The Mindy Project                              | Челсі (4 епізоди)                                                   |
| 2016      | ф  |                                        | The 4th                                        | Стейсі                                                              |
| 2015      | с  |                                        | Superstore                                     | Синтія (2 епізоди)                                                  |
| 2015      | ф  |                                        | It's Us                                        | Джо                                                                 |
| 2014      | с  |                                        | Benched                                        | Ніна Вітлі (12 епізодів)                                            |
| 2014      | ф  |                                        | The Last Time You Had Fun                      | Іда                                                                 |
| 2014      | с  | Оселя брехні                           | House of Lies                                  | Марісса Мак-Клінток (4 епізоди)                                     |
| 2013      | с  | Міллери                                | The Millers                                    | Дженіс (2 епізоди)                                                  |
| 2013      | ф  | Телеведучий: Легенда продовжується     | Anchorman 2: The Legend Continues              | Тренер Морського світу                                              |
| 2013      | кф |                                        | Frenemies 3 with Eliza Coupe                   | Еліза Куп                                                           |
| 2012      | кф |                                        | Manhattan Mixup                                | Дороті                                                              |
| 2012      | кф |                                        | Frenemies 2 with Eliza Coupe                   | Еліза Куп                                                           |
| 2012      | кф |                                        | Frienemies                                     | Еліза Куп                                                           |
| 2012      | ф  |                                        | Shanghai Calling                               | Аманда                                                              |
| 2012      | с  |                                        | Happy Endings: Happy Rides                     | Джейн Керкович-Вільямс (2 епізоди)                                  |
| 2012      | с  | мінісеріал                             | Why Won't You Talk to Me?                      | Еліза                                                               |
| 2011      | ф  | Скільки у тебе?                        |                                                | Шейла                                                               |
| 2011      | с  | Спільнота                              |                                                | Агент Робін Волерс (1 епізод)                                       |
| 2010      | ф  | Десь                                   |                                                | Сусідка по номеру в готелі                                          |
| 2009—2010 | с  | Клініка (телесеріал)                   | Scrubs                                         | Д-р Деніз Махоні (24 епізоди)                                       |
| 2009      | тф |                                        | No Heroics                                     | Каллі                                                               |
| 2009      | с  | Дорогий доктор                         | Royal Pains                                    | Кеті (1 епізод)                                                     |
| 2009      | с  | Клініка: Інтерни                       |                                                | Деніз Махоні (6 епізодів)                                           |
| 2008      | с  |                                        | 12 Miles of Bad Road                           | Гейлор Шекспір (6 епізодів)                                         |
| 2008      | с  |                                        | Samantha Who?                                  | Віллоу (2 епізоди)                                                  |
| 2008      | с  |                                        | Unhitched                                      | Джулія (пілотний епізод)                                            |
| 2007      | с  |                                        | Flight of the Conchords                        | Ліза (1 епізод)                                                     |
| 2007      | ф  |                                        | I Think I Love My Wife                         | Ліза                                                                |
| 2006      | кф |                                        | The Day the World Saved Shane Sawyer           | Еллісон                                                             |

## Особисте життя
Виросла в родині Ерні та Кейт Куп в Плімуті, штат Нью-Гемпшир, де закінчила середню школу. Має двох братів, Сема і Тома.
Була одруженою з викладачем акторської майстерності Рендаллом Віттингиллом (2007—2013) та письменником Даріном Ольєном (2014—2018). Дітей немає.